# Basilika von Son Bou

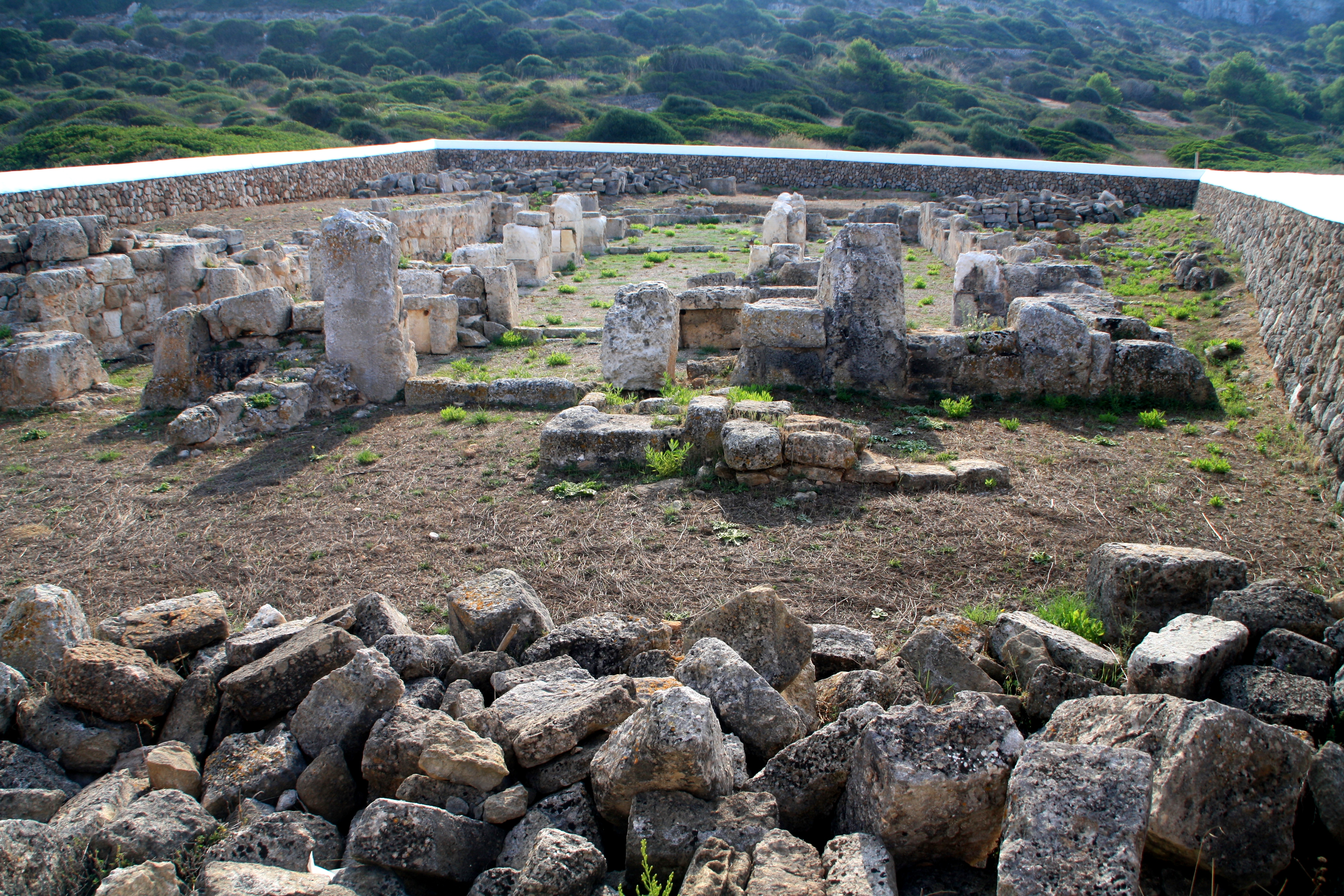
Die Reste der Basilika von Son Bou.

Die Überreste der dreischiffigen frühchristlichen Basilika von Son Bou liegen am östlichen Ende des Strandes von Son Bou auf der spanischen Baleareninsel Menorca im Südosten der Gemeinde Alaior. Sie ist eine von nur drei Kirchen (Basilika auf der Illa del Rei, Basilica des Fornàs de Torelló) aus dieser Periode auf der Insel und wurde in den 1950er Jahren entdeckt und ausgegraben.
Ihre Entstehung wird auf das 5. oder 6. Jahrhundert zurückgeführt. Während dieser Zeit nahm Menorca Einflüsse aus Afrika oder dem Orient auf. Die Basilika hat die Form eines Rechtecks von 25 × 12 m und ist Ost-West-orientiert. An der Eingangsseite gibt es einen kleinen Vorraum, in dem sich die noch nicht getauften Gläubigen sammelten. Der Chor mit halbrunder Apsis liegt im zentralen Bereich. Eine Besonderheit bildet das große zylindrische monolithische Taufbecken mit einem ausgehöhlten Weihwasserbecken in Form eines Kreuzes. Das Taufbecken steht im nördlichen Abschnitt der Kirche, obwohl es am Eingang untergebracht sein müsste.
Nahe der Basilika befinden sich in einer Steilwand aus dem Fels geschlagene Grabkammern des Hypogeum von Son Bou, sowie Gebäudereste, die möglicherweise zu einem Kloster gehörten.